# برايان ستانلي
برايان ستانلي (بالإنجليزية: Brian Stanley)‏ هو سياسي أيرلندي، ولد في 12 يناير 1961 في جمهورية أيرلندا. حزبياً، نشط في شين فين. في 2016 Irish general election ‏، انتخب نائب دييل عن دائرة Laois (Dáil constituency) ‏ وقد انضم خلال فترته النيابية ‏ (10 مارس 2016 – )  للكتلة البرلمانية شين فين وفي الانتخابات العمومية الأيرلندية 2011 ‏، انتخب نائب دييل عن دائرة ليش أوفالي ‏ وقد انضم خلال فترته النيابية ‏ (9 مارس 2011 – 3 فبراير 2016)  للكتلة البرلمانية شين فين.